# Zespół Browna-Vialetto-Van Laerego
Zespół Browna-Vialetto-Van Laerego (ang. Brown-Vialetto-Van Laere syndrome, BVVL) – rzadka choroba neurologiczna o nieznanej etiologii, charakteryzująca się postępującym porażeniem mostowo-opuszkowym skojarzonym z wrodzoną głuchotą. Jednostkę chorobową opisali kolejno Charles Henry Brown w 1894, Vialetto w 1936 i Van Laere w 1966. Od czasu pierwszego opisu choroby do 2008 roku w piśmiennictwie przedstawiono 58 przypadków BVVL. Około połowa z nich była sporadyczna, w pozostałych, które występowały rodzinnie, opisano różne sposoby dziedziczenia: autosomalne recesywne (najczęściej), autosomalne dominujące, i sprzężone z chromosomem X. Choroba jest około 3 razy częstsza u kobiet niż u mężczyzn. Wydaje się, że wynika to z cięższego przebiegu choroby u mężczyzn i wcześniejszego zgonu pacjentów płci męskiej. Wiek ujawnienia się pierwszych objawów choroby waha się od okresu noworodkowego do 3. dekady życia. Diagnostyka różnicowa obejmuje zespół Fazio-Londe, stwardnienie zanikowe boczne, zespół Nathalie, zespół Boltshausera i chorobę neuronu ruchowego Madrasa.